# Graf Duckula
Graf Duckula ist eine britische Zeichentrickserie aus den Jahren 1988 bis 1993 und ein Ableger der Serie Danger Mouse. Held der Serie ist der gleichnamige Graf, eine vegetarische Vampirente und Draculaparodie.

## Handlung
Bei Graf Duckula handelt es sich um einen Vampir vom „abscheulichen Geschlecht verruchter Vampirenten, den Grafen Duckula“, die nur alle hundert Jahre durch ein geheimes Ritual, wenn der Mond im Achten Haus des Wassermanns steht, wiederbelebt werden können, wenn sie durch grelles Sonnenlicht oder einen Pflock ins Herz getötet wurden. Bei der Wiederbelebung des aktuellen Grafen Duckula ging jedoch etwas schief: statt „von Fledermausflügeln das Blut“ fand versehentlich Ketchup Verwendung im Wiederbelebungssud, und zum Entsetzen seines treuen Butlers Igor kam Duckula als vegetarischer Vampir zur Welt, der statt des Lebenssaftes anderer Wesen bevorzugt Brokkolisandwiches verspeist.
Diese Vorgeschichte ist entscheidend zum Verständnis aller Duckula-Folgen, da Igor in jeder Episode bemüht ist, aus dem jungen Grafen wieder eine richtige Vampirente zu machen, wogegen dieser sich mit Haut und Federn wehrt.
Das Trio Infernale komplettiert Haushälterin Emma; eine entscheidende Trägerin der Komik in den Duckula-Episoden, die mit ihrem verbundenen Arm aus Schusseligkeit alle Türen durchbricht, anstatt sie normal zu öffnen. Von gutmütigem Charakter, gibt sie in ihrer Dummheit den grellbunten, phantastischen Geschichten oft genug den eigentlichen Dreh ins vollends Groteske.

## Charaktere
- Graf Duckula (Count Duckula) ist die vegetarische,  etwas vertrottelte und exzentrische jüngste Inkarnation eines unsterblichen Vampirerpels. Er reist mit seinem teleportationsfähigen Schloss Duckula um die Welt. Wie sich im Verlauf der Serie herausstellt, waren die Grafen Duckula ursprünglich keine Vampire. Allerdings hielt der erste Graf Duckula eine zahme Fledermaus, die jedoch vom "ersten Igor" durch eine ähnlich aussehende aber bissige Vampirfledermaus ausgetauscht wurde. Dadurch verwandelte sich der erste Graf Duckula in einen Vampir und begründete damit das Geschlecht der Vampirenten. Seine deutsche Stimme wird ihm von Ilja Richter verliehen.
- Igor (ein Geier), Duckulas ergebener Butler, versucht verzweifelt, seinem Herrn die Brokkolisandwiches auszutreiben und ihn in einen „richtigen“ Vampir zu verwandeln. Donald Arthur spricht Igor in der deutschen Version. Die Figur ist eine Anspielung auf Igor, eine Figur aus den Frankensteinfilmen, in der er der Assistent von Dr. Frankenstein ist.
- Emma (Nanny) (ein Huhn), die Haushälterin, sorgt durch ihre liebenswert-vertrottelte Art für allerlei Schwierigkeiten, rettet aber auch manchmal (versehentlich) den Tag. Sie nennt Duckula immer Duckiputz. Hartmut Neugebauer spricht Emma in der deutschen Version.
- Doktor von Gänseklein (Dr. Von Goosewing) ist Wissenschaftler und passionierter Vampirjäger, der sich einfach nicht davon überzeugen lässt, dass Duckula wirklich Vegetarier ist. Er sächselt in den deutschen Episoden, in denen er von Jochen Busse synchronisiert wird. Seine genialen Pläne, den Untoten zu erledigen, scheitern trotz allem immer, meistens dann, wenn er seinen imaginären oder mittlerweile verstorbenen Mitarbeiter Heinrich um Mithilfe bittet. Von Gänseklein ist eine Parodie auf Abraham van Helsing.
- Der Wirt (The Chef) betreibt das Gasthaus Zum blutigen Reißzahn, das am Fuß von Schloss Duckula liegt. Er wird von Wolfgang Völz synchronisiert.
- Die Krähenbrüder (The Crowbrothers) sind wie Dr. von Gänseklein Gegenspieler von Graf Duckula. Dieses Quartett versucht immer wieder, Antiquitäten aus dem Schloss zu stehlen, was ihnen allerdings nie gelingt. Der Anführer der Krähenbrüder wurde zunächst von Jan Fedder, später von Tommi Piper synchronisiert.

## Hintergrund
Die Serie brachte es auf 65 Folgen zwischen 1988 und 1993. Produziert wurde sie von den Cosgrove-Hall Productions von Brian Cosgrove und Mark Hall.
Die Erklärung für die grundverschiedenen Charakterzüge des Grafen in Danger Mouse und in diesem Spin-off ist die Tatsache, dass er in Danger Mouse dem Sonnenlicht ausgesetzt wurde und zu Staub zerfallen war. Wenn in Graf Duckula also vom Vater des Grafen erzählt wird, ist damit der Graf aus Danger Mouse gemeint.

## Hörspiele
Graf Duckula wurde auch als Hörspielserie von Europa produziert, jedoch nicht alle Folgen (insgesamt 24). Auf jeder Kassette befinden sich zwei Episoden, die von Günter Flesch erzählt werden.

## DVD
Die Serie ist auf DVD in einer Collector’s Box von Universal erschienen. Die Gesamtlaufzeit aller Episoden beträgt 1440 Minuten. Auf der DVD fehlen allerdings die letzten 13 Folgen, die von einem anderen Synchronstudio bearbeitet wurden. Außerdem enthalten die DVDs lediglich die deutsche Tonspur und keinerlei Extras oder Untertitel.